# Dendrobium antennatum
Dendrobium antennatum är en orkidéart som beskrevs av John Lindley. Dendrobium antennatum ingår i släktet Dendrobium, och familjen orkidéer. Inga underarter finns listade i Catalogue of Life.

## Bildgalleri

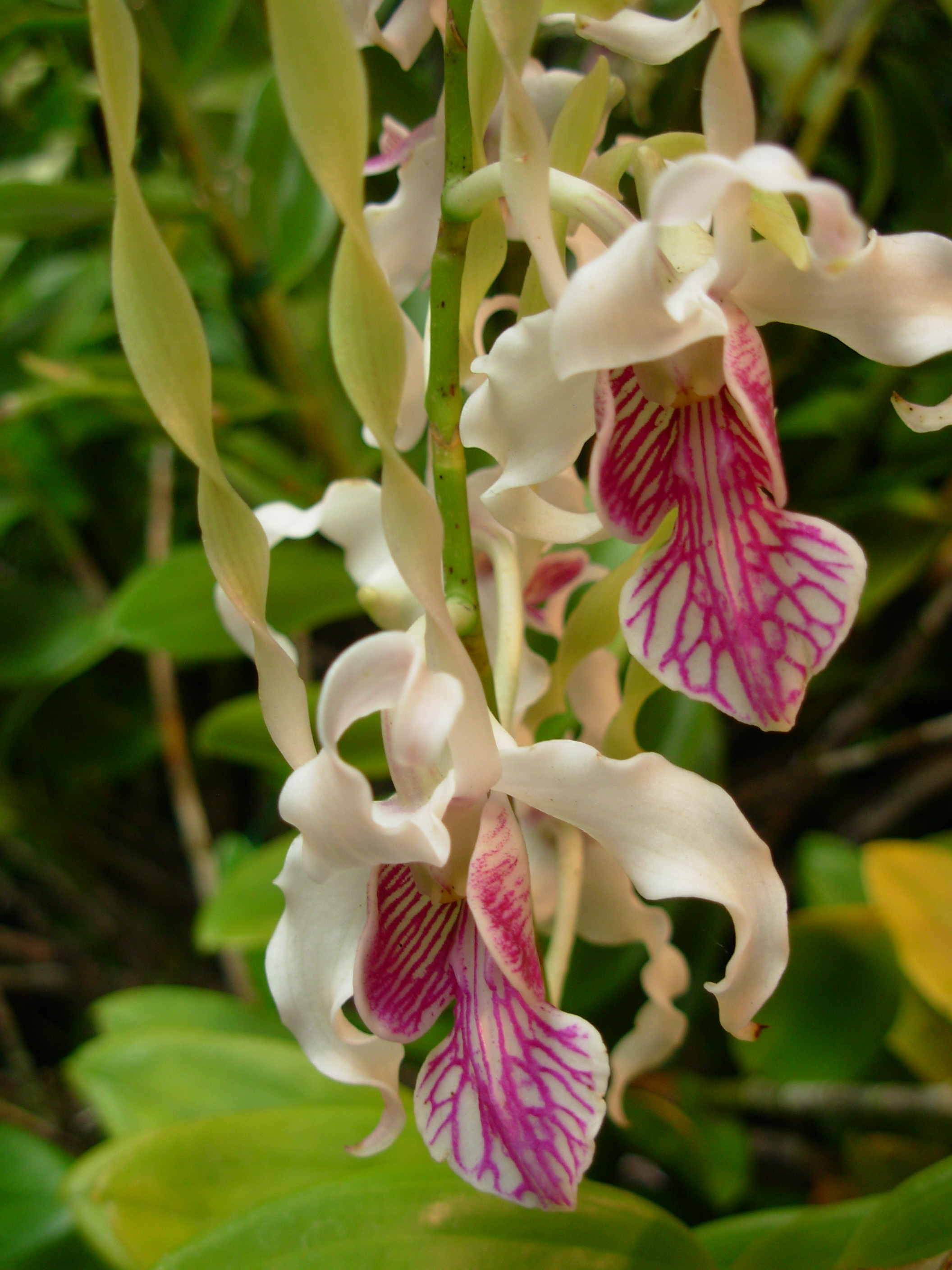
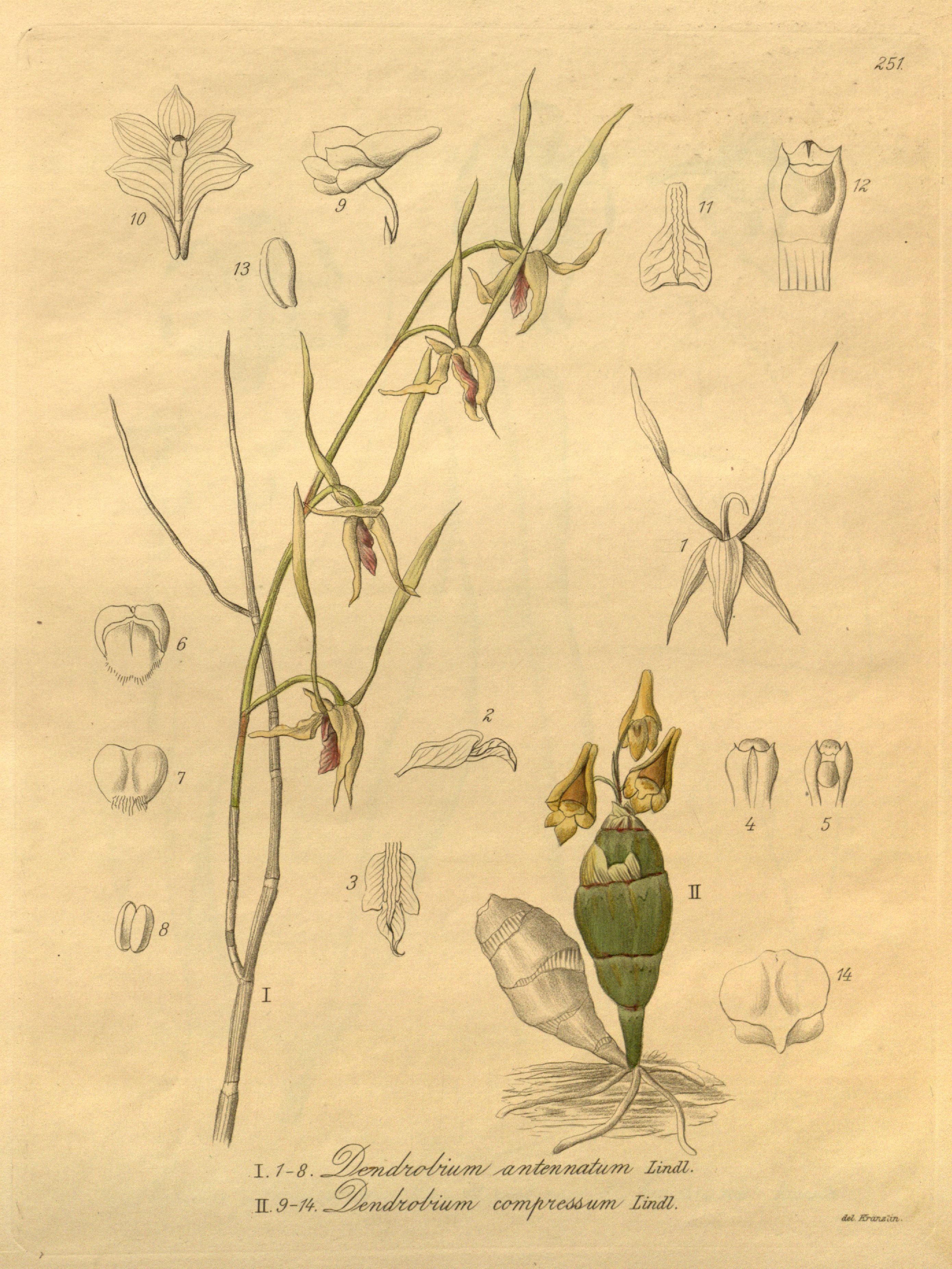
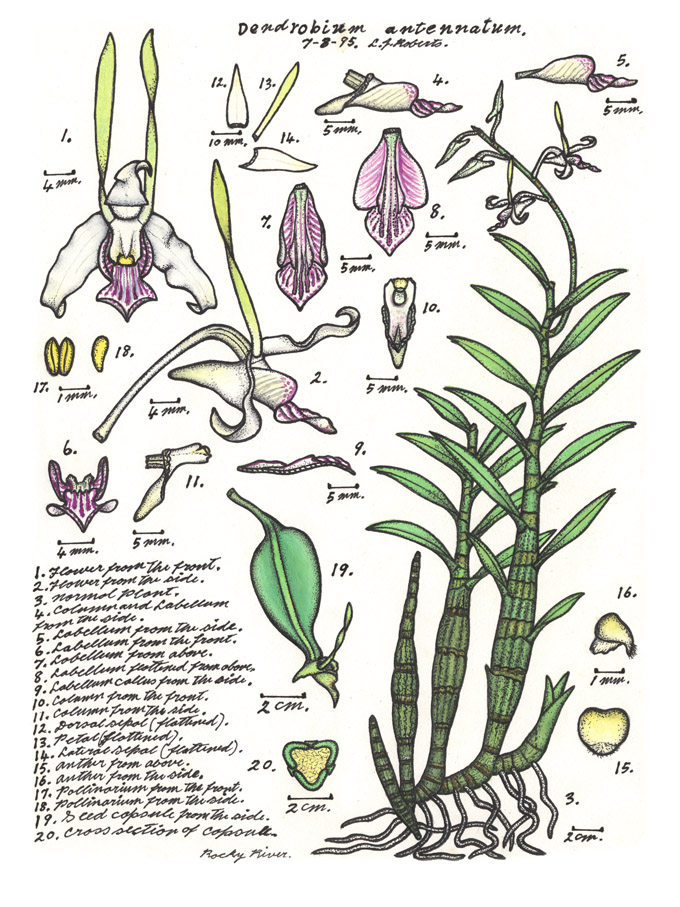